# Samsung Galaxy A7 (2016)
El Samsung Galaxy A7 (2016) o Samsung Galaxy A7 2016 Edition es un teléfono inteligente Android producido por Samsung Electronics. Se presentó el 2 de diciembre de 2015, junto con el Samsung Galaxy A3 (2016), el Samsung Galaxy A5 (2016) y el Samsung Galaxy A9 (2016).
El Samsung Galaxy A7 (2016) ejecuta Android 5.1.1 Lollipop desde el primer momento y se puede actualizar a Android 6.0.1 Marshmallow y Android 7.0 Nougat. El teléfono inteligente cuenta con Exynos 7580 SoC que consiste en unprocesador ARM Cortex-A53 de ocho núcleos a 1.6 Ghz y GPU Mali T720-MP2 y sports 3 GB de RAM y 16 GB de almacenamiento interno ampliable hasta 128 GB a través de una ranura MicroSD que también se puede usar para una segunda Nano-SIM. En China, se lanzó con Snapdragon 615. El dispositivo conserva una batería no extraíble como su predecesor, con una capacidad nominal de 3300 mAh.
Samsung Galaxy A7 (2017) es el sucesor de Samsung Galaxy A7 (2016).

## Disponibilidad
El Samsung Galaxy A7 (2016) se lanzó en China el 15 de diciembre de 2015, seguido de otros países en el primer trimestre de 2016. A partir de abril de 2016, el Samsung Galaxy A7 (2016) está disponible en Europa del Este (solo Rusia, Ucrania y Turquía), África, Medio Oriente, América Latina y Asia. No está disponible en América del Norte y el resto de Europa.
Si bien su predecesor, el Samsung Galaxy A7 (2015), tenía una disponibilidad más amplia en Europa, este modelo nunca se vendió en Europa porque se consideró demasiado caro y también un competidor casi directo del Samsung Galaxy S6.

## Variantes
| Modelo      | Procesador                 | Tarjeta SIM | Región                                                                         |
| ----------- | -------------------------- | ----------- | ------------------------------------------------------------------------------ |
| SM-A710F    | Samsung Exynos 7 Octa 7580 | Única       | Europa (pocos países), Israel y Sudáfrica                                      |
| SM-A710F/DS | Samsung Exynos 7 Octa 7580 | Doble       | Rusia, Kazajistán, Ucrania y países del Cáucaso (Armenia, Azerbaiyán, Georgia) |
| SM-A710FD   | Samsung Exynos 7 Octa 7580 | Doble       | Medio Oriente, África, Asia                                                    |
| SM-A710Y    | Samsung Exynos 7 Octa 7580 | Única       | Australia y Nueva Zelanda                                                      |
| SM-A710Y/DS | Samsung Exynos 7 Octa 7580 | Doble       | Filipinas y Taiwán                                                             |
| SM-A710M    | Samsung Exynos 7 Octa 7580 | Única       | América Latina                                                                 |
| SM-A710M/DS | Samsung Exynos 7 Octa 7580 | Doble       | Brasil                                                                         |
| SM-A7100    | Snapdragon 615 de Qualcomm | Única       | China y Hong Kong                                                              |
| SM-A710S    | Samsung Exynos 7 Octa 7580 | Única       | Corea del Sur (SK Telecom)                                                     |
| SM-A710K    | Samsung Exynos 7 Octa 7580 | Única       | Corea del Sur (Corporación KT)                                                 |